# Józef Kwiatek (socjolog)
Józef Kwiatek (ur. 23 stycznia 1911 w Psarach Wielkich, zm. 9 lutego 1964 w Ostrowie Wielkopolskim) – polski socjolog, pedagog i nauczyciel akademicki, poseł na Sejm PRL III kadencji.

## Życiorys

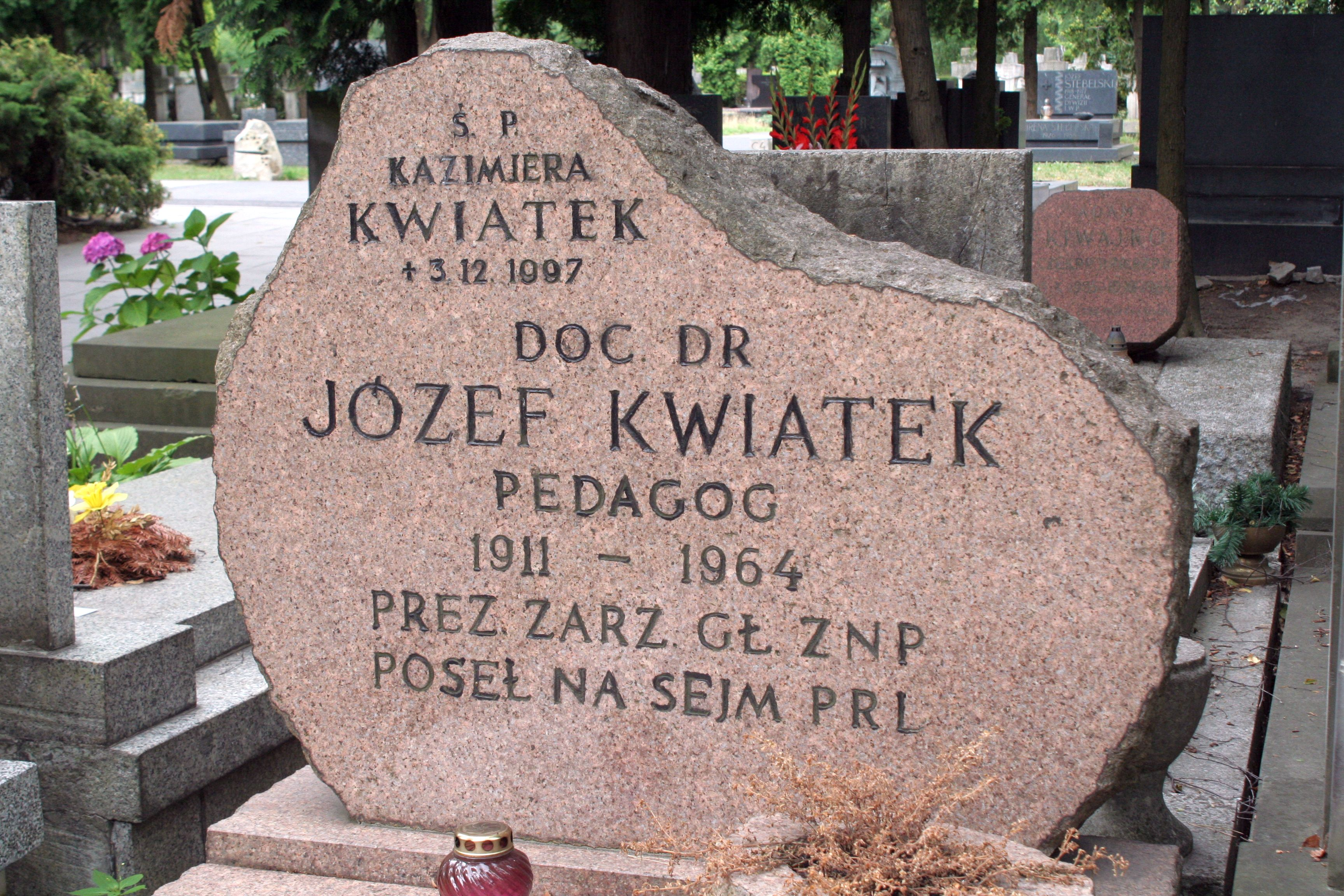
Grób Józefa Kwiatka na Cmentarzu Wojskowym na Powązkach w Warszawie

W latach 1930–1936 był działaczem Związku Młodzieży Wiejskiej. Był dziekanem Wydziału Filologiczno-Historycznego Uniwersytetu im. Adama Mickiewicza w Poznaniu, prorektorem ds. nauczania na tej uczelni. Sprawował funkcję I sekretarza Podstawowej Organizacji Partyjnej na UAM. Od 1960 do 1964 był prezesem Zarządu Głównego Związku Nauczycielstwa Polskiego. Członek Ogólnopolskiego Komitetu Frontu Jedności Narodu, przewodniczącym Wojewódzkiego Komitetu Frontu Jedności Narodu w Poznaniu w 1958. Należał do Polskiej Zjednoczonej Partii Robotniczej, był członkiem Komitetu Miejskiego i Komitetu Wojewódzkiego PZPR. W 1961 został posłem na Sejm PRL III kadencji z okręgu nr 60 Ostrów Wielkopolski, zmarł w trakcie kadencji. Należał do Komisji Oświaty i Nauki.
Został odznaczony Złotym Krzyżem Zasługi (1954) oraz Medalem 10-lecia Polski Ludowej (1955).
Pochowany na Cmentarzu Wojskowym na Powązkach w Warszawie (kwatera C2-11-3).